# 사이티딘 일인산
사이티딘 일인산(영어: cytidine monophosphate, CMP)은 RNA에서 단위체로 사용되는 뉴클레오타이드의 한 종류이다. 5'-사이티딜산 또는 사이티딜산이라고도 한다. 사이티딘 일인산은 뉴클레오사이드인 사이티딘과 인산의 에스터이다. 사이티딘 일인산은 핵염기인 사이토신, 5탄당인 리보스, 인산으로 구성되므로 리보뉴클레오사이드 일인산이다. 치환기로 사용될 때는 접두사 "사이티딜-"로 나타낸다.

## 물질대사
사이티딘 일인산은 사이티딘 일인산 키네이스에 의해 사이티딘 이인산으로 인산화될 수 있으며, 인산기 공여체로 아데노신 삼인산이나 구아노신 삼인산이 사용된다. 사이티딘 삼인산은 유리딘 삼인산의 아미노화에 의해 생성되기 때문에, 사이티딘 일인산의 주요 원천은 RNA가 RNase에 의해 분해되는 것이다.

## 같이 보기
- 뉴클레오사이드
- 뉴클레오타이드
- 올리고뉴클레오타이드
- 사이티딘
- 사이티딘 이인산 (CDP)
- 사이티딘 삼인산 (CTP)